# NK Belišće
NK Belišće ist ein kroatischer Fußballverein aus Belišće. Derzeit spielt er in der Staffel Ost der 3. HNL.

## Geschichte
Gegründet 1919 als BŠK (Belišćanski športski klub, dt. Belišćer Sportverein), 1925 umbenannt in BRŠK (Belišćanski radnički športski klub, dt. Belišćer Arbeitersportverein), von 1941 bis 1944 Viktoria und zwischen 1945 und 1960 Proleter genannt, trägt der Verein den heutigen Namen seit 1960.
Von Anfang an durch die örtliche Holzindustrie finanziert, konnte sich NK Belišće 1946 für die damals höchste Liga qualifizieren und spielte gegen Dinamo Zagreb und Hajduk Split.
1967 und 1972 gelang der Aufstieg in die 2. jugoslawische Liga Nord, wo der Verein bis 1971 bzw. 1973 vertreten war.
Von 1992 bis 1995 spielte der NK Belišće in der ersten kroatischen Liga. Seither spielte der Verein in der zweiten oder dritten Liga.